# 固体メーザー
固体メーザー（英語: solid-state maser）とは、固体の利得媒質で発振するメーザー。

## 概要
従来の固体メーザー発振には高真空と希釈冷凍機を必要とする4Kの極低温を必要としていたため装置が大掛かりなため後に開発されたレーザーと比較して応用範囲が限られ普及が進んでいなかった。
2002年に日本の研究者達によってレーザーでペンタセンを添加した有機結晶を励起することによりメーザー発振する可能性が提案された。
2007年にダイヤモンド窒素-空孔中心を利用した常温でのメーザーが提案された。
2012年にペンタセンを添加したP-テルフェニルの結晶を緑色レーザーで励起してパルスモードで発振する室温メーザーが開発された。熱的特性と機械的特性が比較的劣り、パルスモードでしか動作できなかった。2015年には量子ドットメーザーの発振が発表された。
2018年3月にインペリアル・カレッジ・ロンドンの研究チームが半導体メーザーの室温での連続発振に成功した。

## 原理
レーザーでダイヤモンド結晶内の空孔中心を励起することにより発振させる。

## 応用例
従来は絶対零度付近での発振だったが、室温での連続発振が可能になったことにより、広範囲での応用が期待される。従来はX線を使用していたトモグラフィや非破壊検査や医療診断への適用や禁止薬物や地雷等の爆発物の検出への適用が想定される。

### 半導体メーザー
固体メーザーの一種である半導体メーザーは渡辺寧、西澤潤一によって半導体レーザーよりも早くから着想されていたにもかかわらず、室温での連続発振に成功したのは2018年になってからであった。
1960年代初頭の半導体レーザーの黎明期には半導体レーザーを半導体メーザーと呼んでいた時期があったため、当時の文献には半導体メーザーの記述が散見される。
現時点ではキャリア注入による直接発振ではなくダイヤモンド窒素-空孔中心を緑色半導体レーザーで励起することによって間接的に発振させているもので、かつて特公昭35-13787に記載されていたのはキャリア注入型の半導体メーザー発振器であり、これは2018年現在、室温での連続発振には至っていない。

## 書籍
- The Solid State Maser: The Commonwealth and International Library: Selected Readings in Physics J. W. Orton, D. H. Paxman, J. C. Walling ISBN 9781483159270

## 特許
- アメリカ合衆国特許第 20,020,125,419号 Solid-state organic maser
- アメリカ合衆国特許第 9,966,720号 Diamond maser and microwave amplifier